# Voivodina
Provincia Autonomă Voivodina (în sârbă Аутономна Покрајина Војводина, cu alfabetul latin: Autonomna Pokrajina Vojvodina) este o provincie din Serbia. Capitala Voivodinei și, totodată, cel mai populat oraș, este Novi Sad, al doilea oraș ca mărime fiind Subotica.

## Alte denumiri
în română Provincia autonomă Voivodina
în sârbă Аутономна Покрајина Војводина/Autonomna Pokrajna Vojvodina
în maghiară Vajdaság Autonóm Tartomány
în slovacă Autonómna pokrajina Vojvodina
în croată Autonomna Pokrajina Vojvodina
în ruteană Автономна Покраїна Войводина

## Istorie
Teritoriul Voivodinei de astăzi a fost locuit încă din Paleolitic. La sfârșitul secolului I î.Hr. romanii ocupă și încorporează Voivodina în provincia Panonia. Sirmium, oraș roman situat în apropiere Sremska Mitrovica de astăzi, devine centrul administrativ al Panoniei Inferioare.  Provincia este abandonată de romani în 395 d.Hr. 
Slavii se stabilesc în număr mare în Voievodina începând cu secolele V-VI, asimilând populațiile autohtone (traco-daci, iliri, celți). În secolul IX, maghiarii veniți în Panonia împing slavii și românii în Banat și Voivodina, ocupă regiunea și o controlează până în secolul XVI, când teritoriul este ocupat de turci.
Voivodina este ocupată de otomani ca urmare a înfrângerii suferite de maghiari la Mohács (1526) și a căderii Banatului (1552). Ocupația otomană este însoțită de o depopulare masivă a zonei. Prin tratatele de pace de la Karlowitz (1699) și Passarowitz (1718), provincia intră sub dominația Imperiului Habsburgic și, ulterior, a Austro-Ungariei. Totuși, teritoriul Voivodinei a fost afectat de războaiele dintre Austria și Turcia și după aceea, și în decursul timpului unele localități au fost complet distruse, cum este cazul satului Chevereșu Mic care a ars complet în timpul războiului austriaco - turc din 1788 - 1789.  În noiembrie 1918 Adunarea de la Novi Sad proclamă unirea regiunilor Bačka, Banat, Srem și Baranja cu Regatul Serbiei. Din 1918 și până în prezent, regiunea a primit diferite grade de autonomie în cadrul Serbiei.

## Politică
Coaliția aflată la guvernare în Voivodina este compusă din fracțiunile politice Partidul Democrat, Uniți pentru Voivodina (coaliție constituită din mai multe partide regionaliste sub conducerea Ligii Social Democraților din Voivodina), Alianța Maghiarilor din Voivodina și Mișcarea politică „Forța Serbiei”.
Funcția de președinte al guvernului voivodinean este deținută de Boian Paitici (Partidul Democrat), în timp ce președintele parlamentului voivodinean este Egeresi Sándor (Liga Social Democraților din Voivodina).

## Districte
- Bačka de Nord
- Banatul Central
- Banatul de Nord
- Banatul de Sud
- Bačka de Vest
- Bačka de Sud
- Srem

Principalele orașe sunt Novi Sad, Subotica, Panciova, Becicherecul Mare, Sombor, Chichinda Mare, Sremska Mitrovica și Vârșeț.

## Geografie

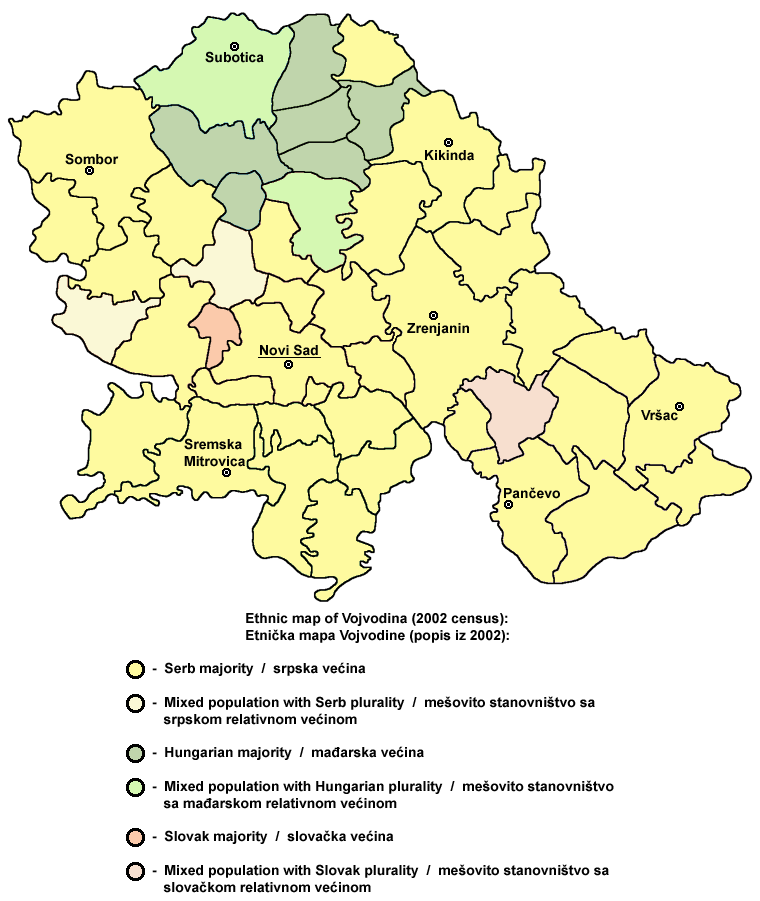

Voivodina se învecinează cu Ungaria la nord, România la est, Croația și Bosnia și Herțegovina la vest. Administrativ, se învecinează la sud cu Serbia Centrală pe râurile Sava și Dunăre. Provincia este împărțită în trei regiuni, Banat (regiune care se continuă în România), Bačka și Srem (regiune care se continuă în Croația).

## Demografie
În urma recensământului din 2011 au fost numărați 1,931,809 de locuitori.
Populația după grupuri etnice:
| Grup etnic   | Populație | % din popul. tot. | % creștere/desc. față de 2002 |
| ------------ | --------- | ----------------- | ----------------------------- |
| Sârbi        | 1,289,635 | 66.76%            | ▼ 2,5%                        |
| Unguri       | 251,136   | 13.00%            | ▼ 15,5%                       |
| Slovaci      | 50,321    | 2.60%             | ▼ 12,6%                       |
| Croați       | 47,033    | 2.43%             | ▼ 20,2%                       |
| Țigani       | 42,391    | 2.19%             | ▲ 45,9%                       |
| Români       | 34,576    | 2%                | ▼ 2%                          |
| Muntenegreni | 22,141    | 1.15%             | ▼ 60,4%                       |
| Bunievți     | 16,469    | 0.85%             | ▼ 16,7%                       |
| Rusini       | 13,928    | 0.72%             | ▼ 10,8%                       |
| Iugoslavi    | 12,176    | 0.63%             | ▼ 75,4%                       |
| Macedoneni   | 10,392    | 0.54%             | ▼ 11,8%                       |
| Ucraineni    | 4,202     | 0.22%             | ▼ 9,3%                        |
| Germani      | 3,272     | 0.17%             | ▲ 3,7%                        |
| Alții        | 143,303   | 7.42%             |                               |

Statutul Provinciei Autonome Voivodina stipulează faptul că limbile oficiale, egale în drepturi, sunt sârba, maghiara, croata, slovaca, româna și ruteana.

## Economie
Voievodina este cea mai bine dezvoltată parte a Serbiei, în special în termeni de agricultură și industria procesării alimentelor, industria metalelor și chimică, industriile materialelor de construcție, a textilelor și altele. Agricultura reprezintă 30% din PIB, iar industria 36 %.

## Români în Voivodina
În Voivodina, locuiesc 34 576 de români, concentrați în 42 de localități. Odată cu garantarea autonomiei în Voivodina, limba română a primit statut oficial împreună cu grafia latină, după cum se precizează în Statutul Provinciei Autonome Voivodina, Dispoziții Fundamentale, articolul 6:
Pe lângă limba sârbă și grafia chirilică, în organele P.A. Voivodina în uz oficial în mod egal sunt și limbile maghiară, slovacă, croată, română și ruteană și grafiile lor, în conformitate cu legea.
Astfel, în majoritatea segmentelor societății, poate fi utilizată limba română. 
Româna este oficială pe teritoriul PAV în localitățile Alibunar, Biserica Albă, Jitiște, Becicherecul Mare, Kovăcița, Cuvin, Plandiște, Sărcia și Sečanj. În comuna Vârșeț româna este oficială în localitățile Voivodinț, Marcovăț, Straja, Jamu Mic, Srediștea Mică, Mesici, Jablanka, Sălcița, Râtișor, Oreșaț și Coștei.

### Administrație
- en  sr  Administrația din Voivodina Arhivat în 23 februarie 2008, la Wayback Machine.
- ro  Adunarea Provinciei Autonome Voivodina Arhivat în 14 septembrie 2008, la Wayback Machine.
- ro  Informatori, concursuri întreprinse de P. A. Voivodina Arhivat în 15 februarie 2008, la Wayback Machine.
- ro  Secretariatul Provincial pentru Reglementări, Administrație și Minoritățile Naționale Arhivat în 28 iunie 2009, la Wayback Machine.
- ro  Secretariatul Provincial pentru Autonomia Locală și Cooperarea Intercomunală Arhivat în 1 octombrie 2006, la Wayback Machine.
- ro  Cancelaria Ombudsmanului provincial Arhivat în 30 aprilie 2007, la Wayback Machine.
- ro  Ambasada României în Serbia Arhivat în 29 septembrie 2007, la Wayback Machine.

### Documente oficiale
- ro  Buletinul oficial al Provinciei Autonome Voivodina Arhivat în 28 iunie 2009, la Wayback Machine.
- ro  Statutul Provinciei Autonome Voivodina Arhivat în 11 martie 2008, la Wayback Machine.
- ro  Legea Fundamentală a Provinciei Autonome Voivodina Arhivat în 18 februarie 2008, la Wayback Machine. (Versiunea de lucru a anteproiectului legii fundamentale a Provinciei Autonome Voivodina)
- ro  Legea privind stabilirea anumitor competențe ale provinciei autonome Arhivat în 18 februarie 2008, la Wayback Machine.
- ro  Hotărârea privind folosirea simbolurilor istorice ale Provinciei Autonome Voivodina Arhivat în 18 februarie 2008, la Wayback Machine.
- ro  Hotărârea privind drapelul Provinciei Autonome Voivodina Arhivat în 28 iunie 2009, la Wayback Machine.
- ro  Hotărârea privind Ombudsmanul Provincial Arhivat în 18 februarie 2008, la Wayback Machine.
- ro  Regulamentul Adunării Provinciei Autonome Voivodina Arhivat în 18 februarie 2008, la Wayback Machine.
- ro  Legea privind liberul acces la informațiile de importanță publică Arhivat în 18 februarie 2008, la Wayback Machine.
- ro  Legea privind protecția drepturilor și libertăților minorităților naționale Arhivat în 26 septembrie 2007, la Wayback Machine.

### Cultură
- ro  Asociația de Afaceri a Editorilor și Librarilor din Voivodina Arhivat în 21 februarie 2009, la Wayback Machine.
- ro  Centrul multicultural Arhivat în 29 decembrie 2005, la Wayback Machine.
- ro  Institutul pentru manuale și îndrumătoare, Belgrad - Manuale în limbile minorităților Arhivat în 29 iunie 2006, la Wayback Machine.

### Mass Media
- Radioteleviziunea Voivodinei ro Site web oficial
- ro  Săptămânalul Libertatea Arhivat în 26 aprilie 2009, la Wayback Machine.
- ro  Radio Novi Sad Arhivat în 28 septembrie 2007, la Wayback Machine.
- ro  Radio România Internațional Arhivat în 28 iunie 2007, la Wayback Machine.
- ro  South East European Times
- ro  BBCRomanian.com
- ro  Radio Victoria Arhivat în 18 iunie 2008, la Wayback Machine. (sub auspiciile Uniunii de muzică și cultură românească „Victoria” din Serbia — în direct pe Internet Arhivat în 10 octombrie 2007, la Wayback Machine.)

### Minoritatea românească
- ro  Campania pentru uzul public al limbii române ca limbă oficială Arhivat în 24 mai 2007, la Wayback Machine.
- ro  Societatea Română de Etnografie și Folclor din Voivodina Arhivat în 6 mai 2006, la Wayback Machine.
- ro  Românii din Banatul Sârbesc
- ro  Sit despre Biserica Ortodoxă Română din Serbia (neoficial, neactualizat)